# 빅토리아시티
빅토리아시(영어:  City of Victoria[*], 중국어 정체자: 維多利亞市, 간체자: 维多利亚市, 병음: Wéiduōlìyàshì 혹은 빅토리아성(중국어 정체자: 維多利亞城, 간체자: 维多利亚成, 병음: Wéiduōlìyàchéng)은 홍콩이 1842년에 영국의 식민지가 된 후, 최초로 도시화 된 거주지의 하나이다. 당초에는 퀸스타운(Queenstown)으로 불렸지만, 곧 빅토리아시라는 이름으로 알려지게 되었다. 거의 모든 정부 기관의 본부가 놓여져 있기 때문에, 영국의 식민지 시대에는 홍콩의 수도로 알려지기도 했다.

## 위치
빅토리아시는 현재의 중사이구 감중에 위치하고, 1843년 당시의 영국 여왕인 빅토리아 여왕을 기념하여 이름 붙여졌다. 빅토리아 시티는 홍콩섬에 있고 원래는 현재의 중사이구, 완자이구과 북서부에 위치한 성완의 일부를 포함하였다.

## 역사

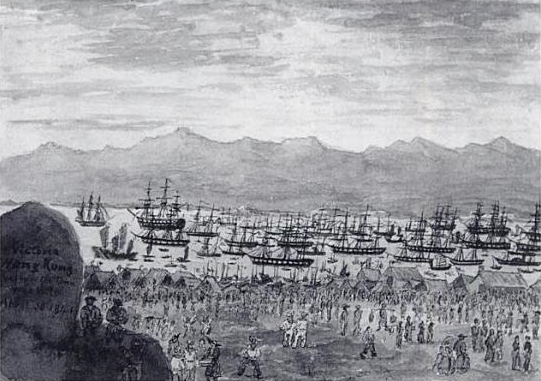
빅토리아의 수채화(1841)

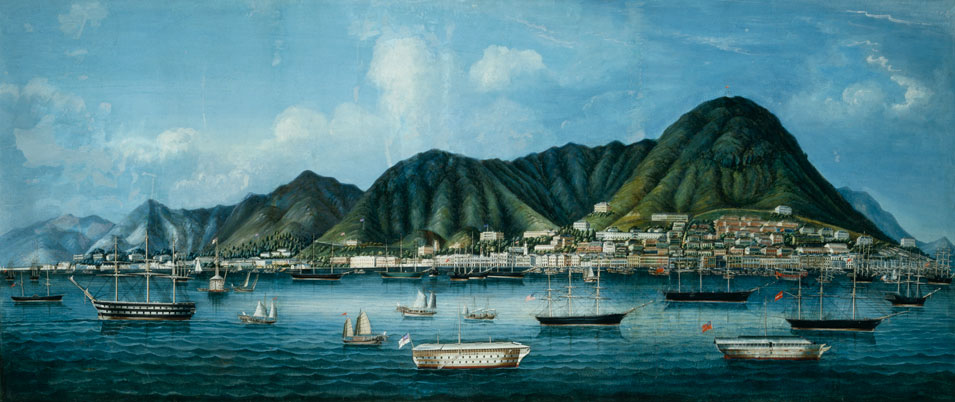
빅토리아시(1860–65)

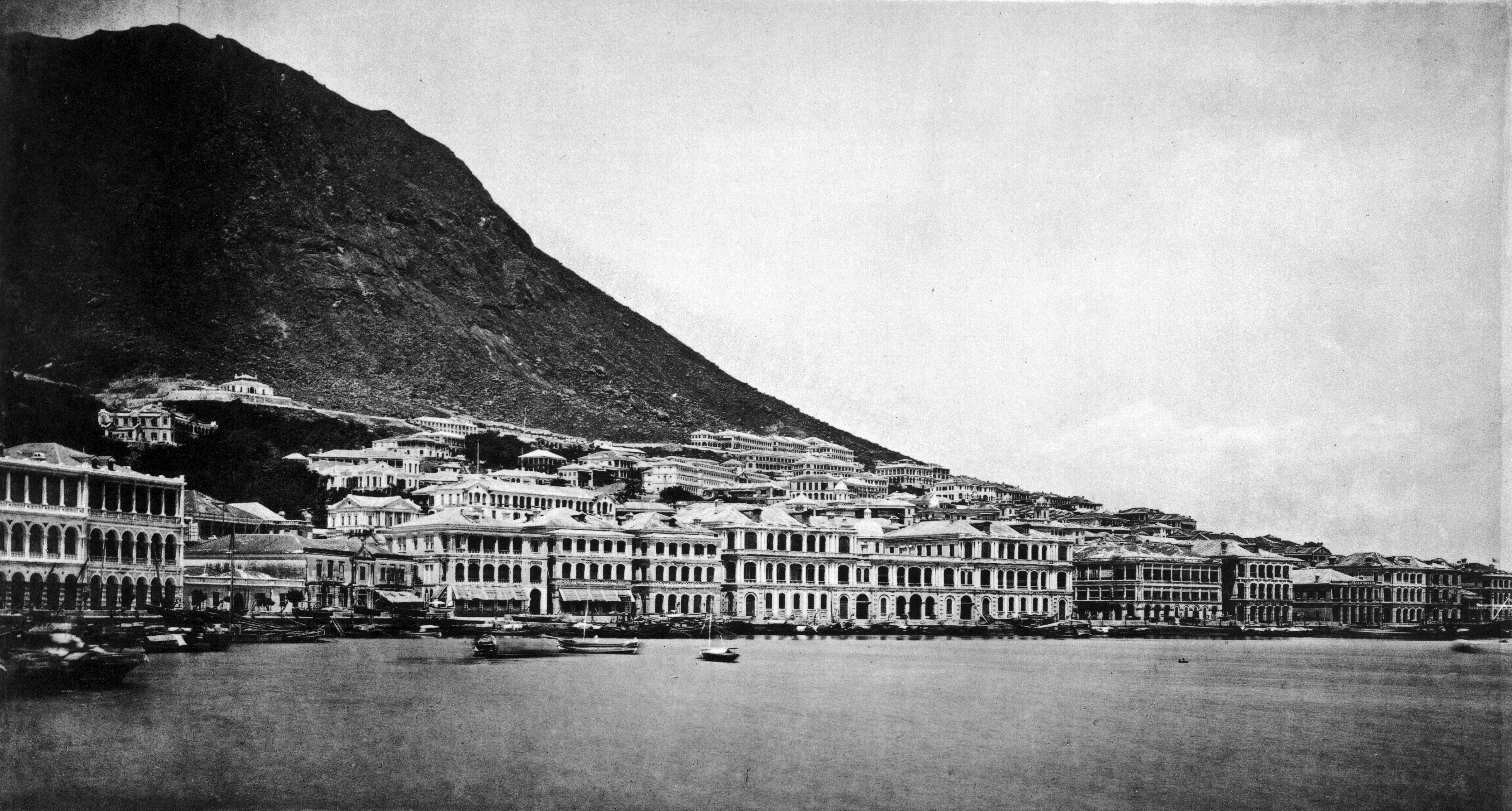
프라야(1873)

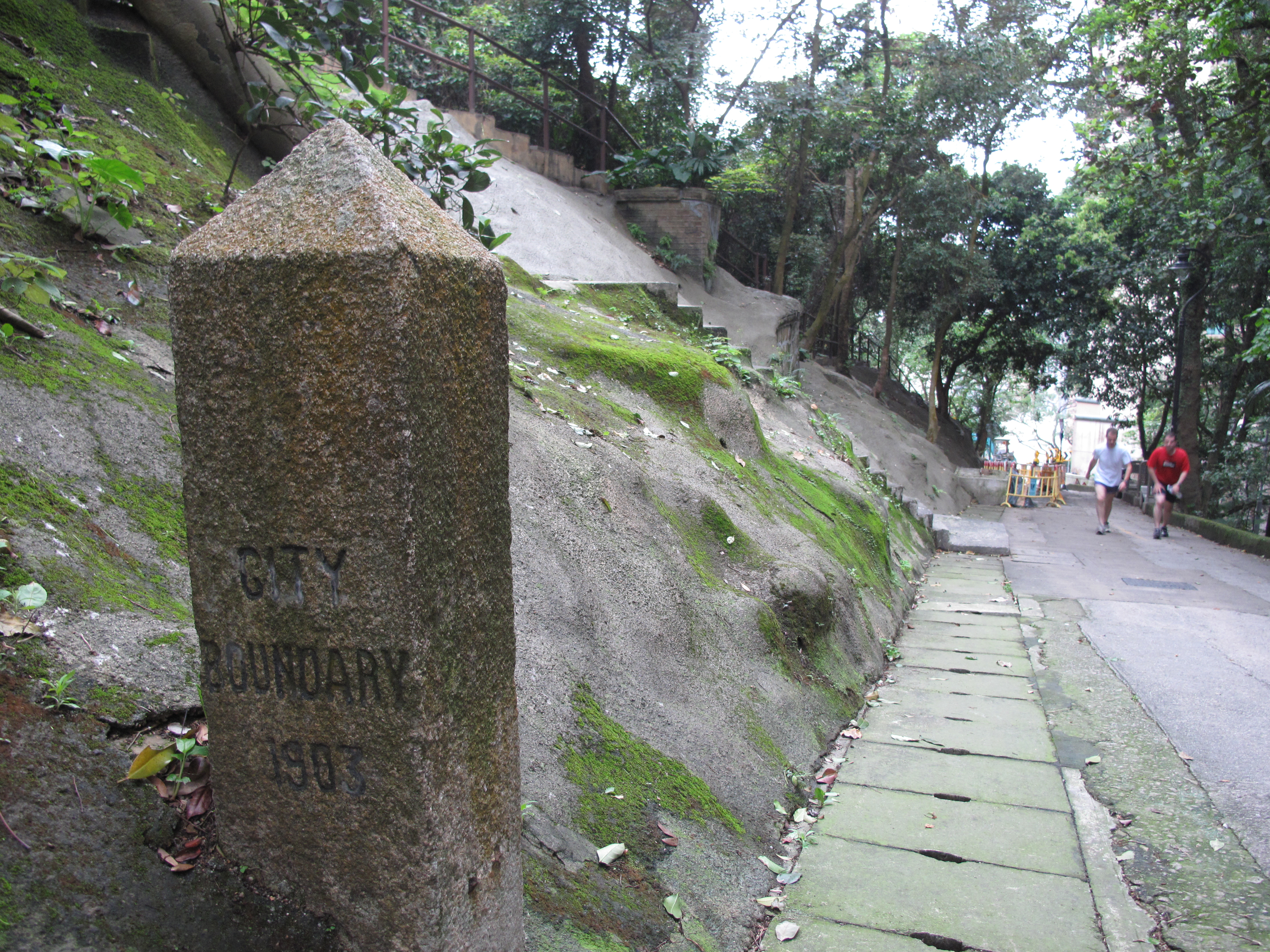
구 피크로드의 경계석

1857년, 영국령 홍콩정부는 빅토리아시의 범위를 확대해, 사환구약 (四環九約)이라는 행정구역 체계로 사환(四環)으로 분할했다. 사이완(西環, Sai Wan)은 (케네디타운, 섹통추이, 사이잉푼이 포함된다.), 셩완(上環, Sheung Wan), 중완/센트럴(中環, Central)), 하완(下環, Ha Wan) (오늘날의 완자이, 코즈웨이베이이다.) 하완을 제외한 사이완, 셩완, 중완은 오늘날에도 같은 명칭이 사용되고 있다. 1903년, 빅토리아시의 경계를 명시하기 위해 경계석이 설치되었고 현재도 6개의 경계석이 남아 있다. 1890년대에는, 6km 이상에 걸쳐서 펼쳐진 주요 도시가 되었다. 건물에는 화강암과 벽돌이 사용되었다. 버스와 새롭게 나타난 트램이 이 지역의 주요 교통 수단이 되었다.
현재 홍콩에서 빅토리아시라는 이름을 가진 정식 행정구역은 존재하지 않고, 관습적인 명칭으로만 사용되고 있다.

## 같이 보기
- 빅토리아 공원
- 빅토리아항
- 빅토리아 피크